# Cantón de Meximieux
El cantón de Meximieux (en francés canton de Meximieux) es una circunscripción electoral francesa situada en el departamento de Ain, de la región de Auvernia-Ródano-Alpes. La cabecera (bureau centralisateur en francés) está en Meximieux.

## Geografía
El cantón está situado al sud del departamento.

## Historia
Al aplicar el decreto n.º 2014-147 del 13 de febrero de 2014 sufrió una redistribución comunal con cambios en los límites territoriales y en el número de comunas, pasando éstas de 12 a 15.
Con la aplicación de dicho decreto, que entró en vigor el 2 de abril de 2015, después de las primeras elecciones departamentales posteriores a la publicación de dicho decreto, los cantones de Ain pasaron de 43 a 23.

## Composición
- Balan
- Béligneux
- Bourg-Saint-Christophe
- Bressolles
- Dagneux
- Faramans
- Joyeux
- Meximieux
- Le Montellier
- Montluel
- Pérouges
- Pizay
- Rignieux-le-Franc
- Saint-Éloi
- Sainte-Croix